# Anselmus Musters
Antonius Hendrikus (Anselmus) Musters (Haltern, 10 december 1914 – Werl, 22 augustus 1986) was een Nederlandse priester van de Orde der Augustijnen die tijdens de Tweede Wereldoorlog actief was in de verzetsbeweging Rome Escape Line die vanuit het Vaticaan werd geleid door monseigneur Hugh O'Flaherty en kolonel Sam Derry. 
Bij zijn werk in Rome om krijgsgevangenen te helpen onderduiken werd Anselmus gearresteerd door de nazi's, gevangen gezet, gemarteld en op transport gesteld naar Duitsland. Bij zijn verhoren heeft hij geen informatie losgelaten waardoor veel leden van de verzetsgroep en onderduikers uit handen van de nazi's zijn gebleven. Voor zijn heldenrol werd hij geridderd door de Italiaanse en Britse regering.

## Levensloop

### Migrantenzoon
De polderwerken waren gereed in West-Brabant en de vader van Anselmus werd werkeloos maar vond in 1909 werk in Duitsland, samen met een dertigtal mannen uit West-Brabant, bij de Rheinische Sandwerke In Haltern Westfalen. Hier werd hij als vierde kind van het gezin geboren.

### Repatriëring
Met het uitbreken van de Eerste Wereldoorlog ging het gezin Musters terug naar Nederland en werd gerepatrieerd naar Ossendrecht waar de ouders van Anselmus vandaan kwamen.  Anselmus groeide op in Ossendrecht.

### Priesterstudie
In het voetspoor van zijn oudere broer Janus voelde Anton de roeping tot priester. Hij ging naar het kleinseminarie in Haastrecht en vervolgens naar het grootseminarie in Gent bij de paters Augustijnen. Hij rondde zijn opleiding tot priester af aan het Pauselijk Seminarie in Rome. Hier promoveerde hij ook met zijn proefschrift La Souveraineté de la Sainte Vierge. Hiermee gaf hij zijn persoonlijke invulling aan de Mariologie, de op dogma's gebaseerde leer aangaande de maagd Maria, de moeder van Jezus. 

### Rome Escape Line
Tijdens zijn studie was Anselmus op vakantie in Montereale en kwam daar in contact met medebroeders/geestelijken die Britse krijgsgevangenen hielpen om te ontsnappen uit de krijgsgevangenenkampen. Na zijn vakantie ging hij door met dit werk en hij werd een belangrijke pion in de activiteiten van de Rome Escape Line, een hulporganisatie, opererend vanuit het Vaticaan, die zich inzette om krijgsgevangenen, Joden en antifascisten onderdak te bieden in huizen in Rome. De organisatie had daarvoor een groot netwerk.

### Gevangen, gemarteld en ontsnapt
De nazi's kregen Anselmus in beeld en op 1 mei 1944 werd hij gearresteerd. Dat was een bijzondere gebeurtenis want die vond plaats in de basiliek van Santa Maria Maggiore en die kerk was extraterritoriaal gebied van het Vaticaan. Het  werd een diplomatieke rel die uitgebreid is beschreven door Johan Ickx in zijn boek Le Bureau. Anselmus werd verhoord en germarteld in het bijzijn van Herbert Kappler en Helene ten Cate Brouwer, een Nederlandse dubbelspionne. 

### Leven na de oorlog
Anselmus werd geridderd door de Italiaanse en Britse regering. Hij keerde terug naar Gent van waaruit hij samen met inwoners van het dorp Ossendrecht Noord-Brabant intensief werkte aan de zaligverklaring van Zuster Marie Adolphine. Op 24 november 1946 vond  deze plaats in aanwezigheid van Anselmus en een delegatie uit Ossendrecht. In december 1946 was er een plechtige viering in de Ossendrechtse St. Gertudiskerk 
In 1950 ging Anselmus om gezondheidsredenen pastoraal werk doen in Zwitserland en vertrok van daaruit naar Duitsland om te gaan werken in het hoger onderwijs en later als pastor in Werl Sönnern waar hij in 1986 overleed.

## Onderscheidingen
- 1946: Ridderkruis van de Orde van de Italiaanse Kroon
- 18 juni 1946. Erelid van de Orde van het Britse Rijk.